# Дружинное (озеро, Вологодская область)
Дружинное — озеро в Вологодской области России.

## География
Расположено на территории Вашкинского района, в 26 км северо-западнее районного центра — села Липин Бор, в 10 км к северу от озера Белого, на высоте 135 метров над уровнем моря.

## Характеристика
Озеро округлой формы со слабо изрезанной береговой линией длиной чуть менее 15 км. Площадь водоёма составляет 14,6 км², площадь водосборного бассейна — 109 км². Средняя глубина — 1,2 м, наибольшая — 2,5 м, дно ровное, песчаное, покрыто небольшим слоем ила. По всей поверхности зарастает тростником и погружённым рдестом.
Подземный периодический сток происходит через поноры карстовых воронок — Дружинских ям, глубина которых — до 9 м. Вода уходит чаще всего осенью, озеро мелеет, но не исчезает полностью, как, например, Куштозеро.
Основными представителями ихтиофауны водоёма являются щука, окунь, плотва. Реже встречается лещ.
На берегу озера расположены населённые пункты Пиксимовского сельского поселения, в том числе его административный центр — деревня Пиксимово.

## Данные водного реестра
По данным государственного водного реестра России и геоинформационной системы водохозяйственного районирования территории РФ, подготовленной Федеральным агентством водных ресурсов:
- Бассейновый округ — Верхневолжский
- Речной бассейн — (Верхняя) Волга до Куйбышевского водохранилища (без бассейна Оки)
- Речной подбассейн — Реки бассейна Рыбинского водохранилища
- Водохозяйственный участок — Шексна от истока (включая озеро Белое) до Череповецкого гидроузла